# Altopiano della Mongolia
L'altopiano della Mongolia è la vasta regione geografica che costituisce il settore nord-orientale del grande altopiano dell'Asia centrale, ricoprendo un'area di circa 2.600.000 km² dell'Asia centro-orientale, suddiviso politicamente e geograficamente dal deserto del Gobi, tra lo Stato indipendente della Mongolia (chiamata anche Mongolia Esterna) a nord e la Regione Autonoma cinese della Mongolia Interna a sud.

## Caratteristiche
Attorno ai suoi confini l'altopiano è delimitato dai monti Altai, Tannu-Ola (Tagnïn Nuruu) e Sayan a nord-ovest, dai monti Hentiyn a nord, dal Grande Khingan a est, dai monti Nan a sud, e dai bacini del Tarim e della Zungaria della Regione Autonoma dello Xinjiang Uighur, in Cina, a ovest. Questo alto tavolato, che viene anche considerato talvolta come un grande bacino idrografico interno esteso tra le catene montuose confinanti, è bagnato dai fiumi Dzavhan, Selenga (Selenge) e Kerulen. 
L'altopiano, che comprende il Gobi assieme ad aree di arida steppa di erbe basse, ha un'altitudine che varia tra i 915 e i 1525 m sul livello del mare. La vetta più alta è il monte Mönh Hayrhan (4362 m) nell'Altai mongolo. 
L'arido clima continentale è caratterizzato dalla caduta di circa 200 mm di pioggia all'anno, e le temperature medie dei mesi più caldi e più freddi presentano un'escursione enorme. A Ulan Bator, per esempio, la temperatura media di gennaio è di -26 °C, mentre quella media di luglio è di 17 °C.

## Popolamento
La parte dell'altopiano che ricade entro i confini della Mongolia indipendente (o Esterna) è abitata principalmente da Mongoli; i Kazaki costituiscono la minoranza etnica più numerosa. Gli Han (o Cinesi), per lo più agricoltori, costituiscono circa i quattro quinti della popolazione della Mongolia Interna. Tradizionalmente il popolo che abitava questa regione era nomade e dedito principalmente all'allevamento di pecore e capre, ma nel corso del XX secolo si sono sviluppate vaste fattorie destinate all'allevamento dei bovini. Sebbene il clima rigido limiti l'agricoltura, sull'altopiano crescono frumento, avena e altri cereali e ortaggi. Nelle aree irrigate della Mongolia Interna, sono coltivate la canna da zucchero e i semi da olio.

## Economia
Il carbone viene estratto nei pressi di Saynshand in Mongolia, mentre carbone e minerali di ferro vengono estratti nelle vicinanze di Pao-t'ou (Baotou) in Mongolia Interna. Rame, molibdeno, fluorite, uranio, oro e argento sono altri importanti minerali presenti nella regione. La ferrovia Trans-Mongolica (completata nel 1955) collega la capitale della Mongolia, Ulan Bator, vicino al margine settentrionale dell'altopiano, ad Ulan-Udė nella repubblica di Buriazia in Russia e a Erh-lien-hao-t’e (Erenhot), a nord-ovest di Pechino in Cina. Sebbene diverse strade attraversino la regione, l'altopiano rimane una zona relativamente isolata ed economicamente sottosviluppata.